# Папуга жовтощокий
Папуга жовтощокий (Ognorhynchus icterotis) — вид папугоподібних птахів родини папугових (Psittacidae).

## Поширення
Птах траплявся в усіх трьох Андських хребтах Колумбії, від Норте-де-Сантандер і Антіокії до Наріньйо та на північному заході Еквадору, на південь до Котопахі. Він зберігається в центральних Андах Колумбії, хоча його місцезнаходження протягом більшої частини року невідоме. В Еквадорі він вважається вимерлим, хоча з 2000 року надходять непідтверджені повідомлення про зграї близько 20 птахів у долині Інтаг.
Мешкає у вологому гірському лісі, острівному лісі та частково розчищеній місцевості на висоті 1200-3400 м, віддаючи перевагу районам, де переважають воскові пальми Ceroxylon quindiuense.

## Опис
Це відносно великий довгохвостий папуга, середня довжина якого становить 42 см і вага близько 285 г. Загалом він зелений, низ блідіший, більш лаймово-зелений, ніж верх. Важкий дзьоб і кільце голої шкіри навколо очей чорні. Походження загального епітета «жовтощокий» походить від жовтої плями, яка тягнеться від чола до щік і вушних раковин. Його крики схожі на крики гусей.

## Спосіб життя
Зазвичай, гніздо будує в дуплі пальми на висоті 20-25 метрів. Передбачається, що репродуктивний період триває з березня по травень, але нечисленність спостережень дозволяє лише формулювати гіпотези.